# Otto Carlowitz
Otto Carlowitz (* 1949) ist ein deutscher Umweltwissenschaftler und Hochschullehrer.

## Leben und Wirken

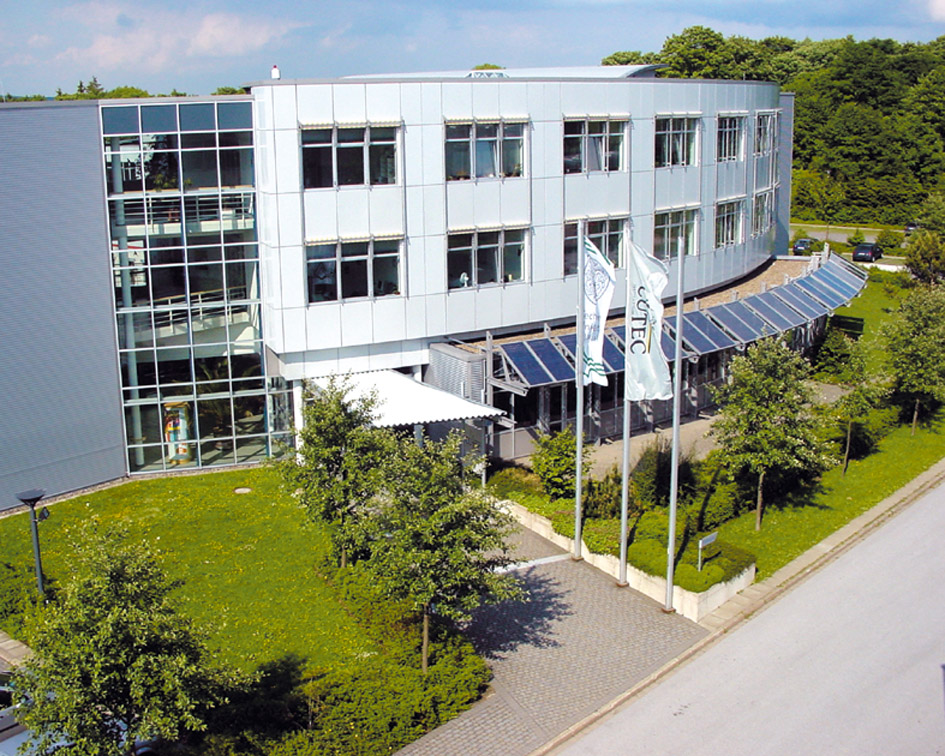
Das CUTEC-Gebäude am Campus der TU Clausthal: Langjährige Wirkungsstätte von Otto Carlowitz. (2005)

Otto Carlowitz wurde 1949 geboren und studierte nach abgeschlossener Schulausbildung ab dem Jahr 1970 Maschinenbau und Verfahrenstechnik an der Technischen Universität Clausthal. In seinem ersten Studienjahr hatte er zudem noch als Industriepraktikant und Werkstudent bei der Firma Bremer Vulkan in Bremen-Vegesack gearbeitet. Sein Studium schloss er 1976 als Diplomingenieur ab und promovierte hier 1978 zum Doktoringenieur (Dr.-Ing.). Während dieser Zeit arbeitete er am damaligen Institut für Wärmetechnik und Industrieofenbau (heute: Institut für Energieverfahrenstechnik und Brennstofftechnik), war dort bis 1980 als wissenschaftlicher Mitarbeiter und Oberingenieur tätig und wechselte anschließend zum Unternehmen Kleinewefers Energie- und Umwelttechnik GmbH nach Krefeld, wo er von 1980 bis 1984 im Bereich der Energie- und Umwelttechnik beschäftigt war. Beim Krefelder Unternehmen widmete er sich als Projektingenieur, später Abteilungsleiter Verbrennungstechnik und danach Hauptabteilungsleiter Umwelttechnik, dem umwelttechnischen Anlagenbau, insbesondere der Abgasreinigung, dem Lösemittelrecycling und der Entsorgung flüssiger Abfälle. Kurzzeitig war er 1980 auch Mitarbeiter des Bereichs Forschung und Entwicklung der Ingenieurgesellschaft Schmidt Reuter in Köln.
Danach zog es ihn nach Niedersachsen an die Hochschule Braunschweig/Wolfenbüttel – die heutige Ostfalia Hochschule für angewandte Wissenschaften. An der Hochschule war er ab 1984 als Professor für Gas- und Wärmetechnik und später im Bereich der Umweltverfahrens- und Abgasreinigungstechnik tätig. Parallel zu seiner wissenschaftlichen Tätigkeit fungierte Carlowitz in dieser Zeit als Vizepräsident für Forschung, Entwicklung und Technologietransfer an der Hochschule. Ab 1994 war er geschäftsführender Direktor des Instituts für Verfahrensoptimierung und Entsorgungstechnik, einer GmbH, die durch einen Kooperationsvertrag mit der damaligen Fachhochschule Braunschweig/Wolfenbüttel verbunden war. Während seiner dortigen Tätigkeit entwickelte er umfassende Entsorgungskonzepte und die dazugehörige Anlagentechnik für gasförmige, flüssige und pastöse Abfälle, mit besonderem Schwerpunkt auf der Reduktion von Stickoxidemissionen.
Im März 2000 wurde Carlowitz zum Professor für Umweltwissenschaften an seiner Alma Mater berufen und übernahm zudem die Geschäftsführung der CUTEC GmbH – dem späteren Clausthaler Umwelttechnik Forschungszentrum. Die künftigen fachlichen Schwerpunkte sah Carlowitz zum damaligen Zeitpunkt vor allem in den Bereichen Entsorgungs- und Kreislaufwirtschaft, Energie- und Versorgungswirtschaft sowie Mobilitätswirtschaft. Bis 2012/13 hatte Carlowitz schließlich die Geschäftsführung der Clausthaler Umwelttechnik Institut GmbH inne und war danach bis zu seiner Pensionierung mit Jahresende 2017 weiterhin Leiter des Instituts und des Lehrstuhls für Umweltwissenschaften der Technischen Universität Clausthal.
Im Rahmen seiner Tätigkeit in Clausthal wurde der zum Zeitpunkt seiner Pensionierung bereits 68-Jährige mehrfach geehrt. Zu den bedeutendsten Auszeichnungen zählte der Deutsche Rohstoffeffizienzpreis, den Carlowitz im Jahr 2012 zusammen mit seinem Clausthaler Kollegen Eberhard Gock vom Bundeswirtschaftsministerium in Berlin überreicht bekam, sowie der ein Jahr zuvor erhaltene Technologietransferpreis der Industrie- und Handelskammer (IHK) Braunschweig. Letztgenannten Preis erhielt er zusammen mit Christian Schröder für ein hervorragendes Beispiel von Technologietransfer, das in einer erfolgreichen Unternehmensgründung mündete. 2013 wurde Carlowitz für die Veranstaltungsreihe „Forum Umwelt- und Energietechnik“ mit dem Lehrpreis der TU Clausthal ausgezeichnet.
Auch nach seiner Pensionierung engagiert sich der Umweltwissenschaftler weiterhin in der Forschung, vor allem im Bereich der Abgasreinigung und energetischen Verfahrensoptimierung.